# ناحیه تندرینگ
ناحیه تندرینگ (انگلیسی: Tendring District) منطقه تندرینگ یک منطقه غیر کلانشهری در شمال شرقی اسکس ، انگلستان است.